# 叶适

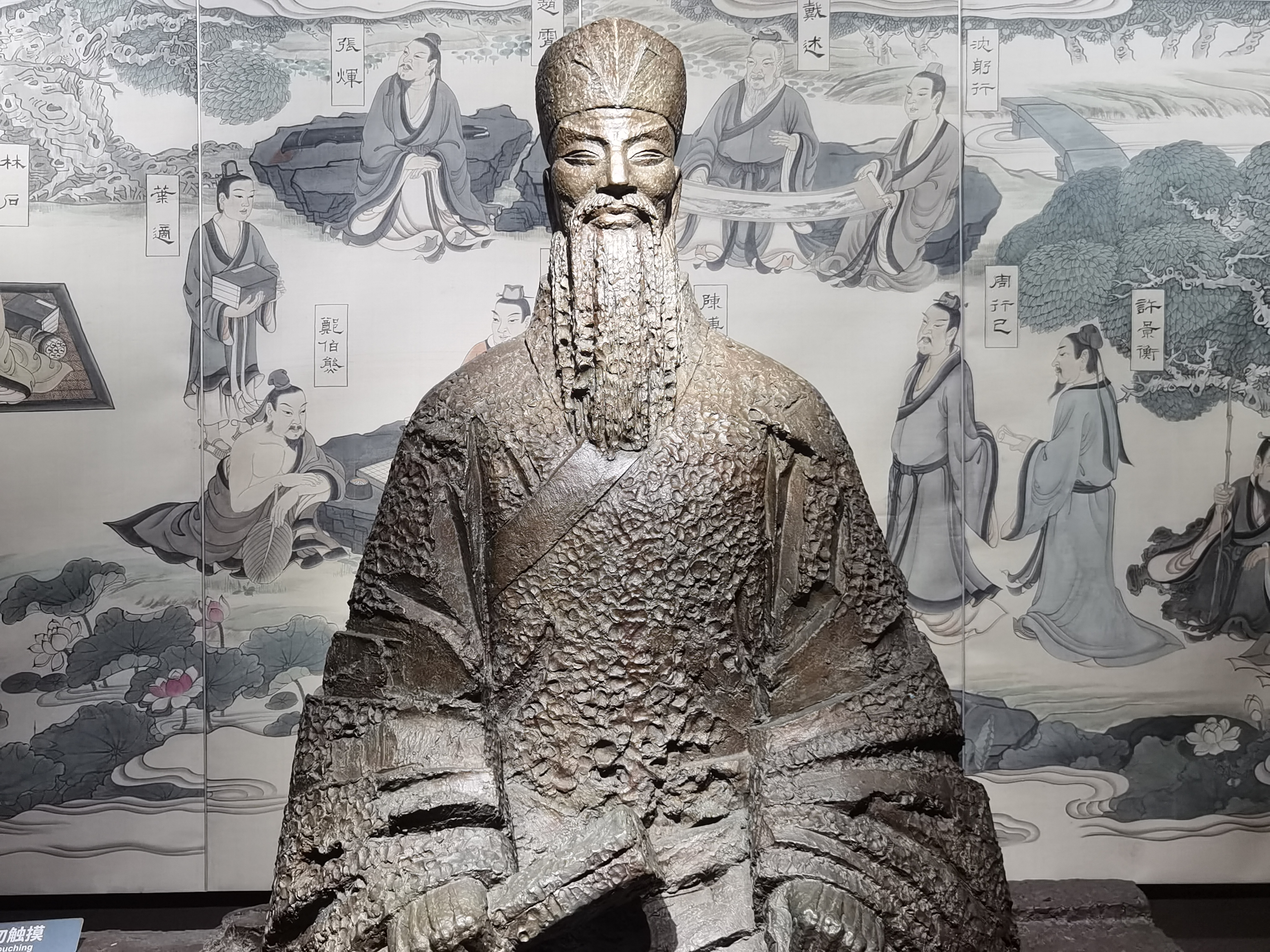
叶适像

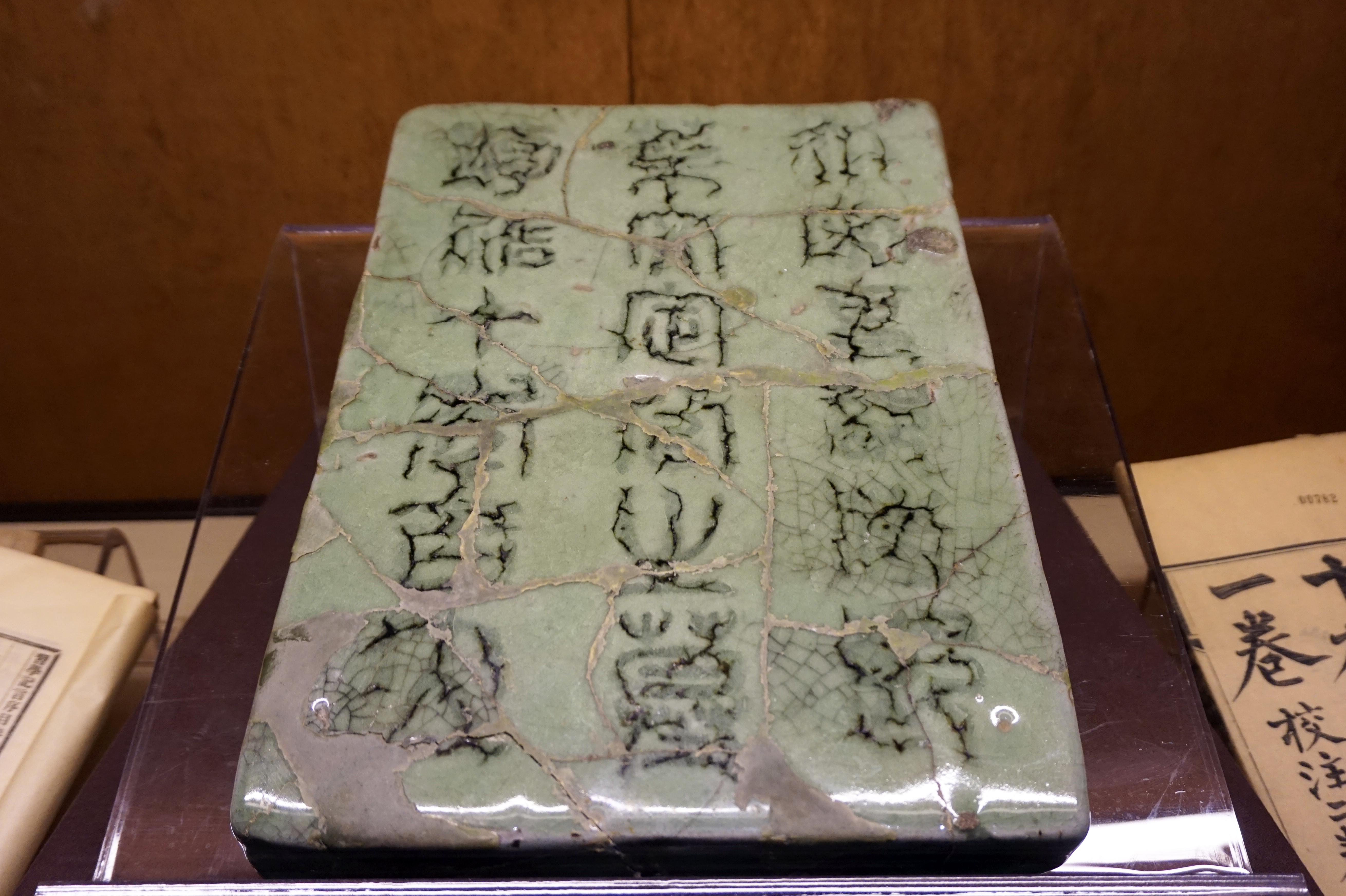
叶适青瓷墓志：“大宋吏部侍郎，叶文定公之墓，淳佑十年吉立。”

叶适（1150年—1223年），字正则，号水心，温州永嘉人（今属浙江）。祖籍龍泉，後遷瑞安。南宋政治人物、學者。謚文定。

## 生平
淳熙五年（1178年）進士第二。宋光宗紹熙五年（1194年），叶适与趙汝愚、趙彥逾等大臣在太皇太后支持下，迫光宗禪位予其子宋寧宗，史稱绍熙内禅。
官至權工部侍郎、吏部侍郎兼直學士院。与徐照、徐玑、赵师秀、翁卷等永嘉四靈學者友善，是南宋永嘉学派代表人物，与朱熹、陆九渊齐名。主要著作有《习学记言》、《水心先生文集》29卷、《别集》16卷。

## 思想
爱国主义、實用主义和反理学是叶适主要特点。他反对当时的“和议”，在韩侂胄伐金战败时，以宝谟阁待制知建康府兼沿江制置使，捍卫江防。他讲究“功利之学”，认为“既无功利，则道义者乃无用之虚语”、“古之人未有不善理财而为圣君贤臣者也”。他反对当时性理空谈，對于理学家所崇拜的人物如曾子、子思、孟子等进行了大胆的批判，认定《十翼》非孔子作，指出理学家糅合儒、佛、道三家思想提出“无极”、“太极”等学说的谬论。
他发出重商的言论，主张“通商惠工，以国家之力扶持商贾，流通货币”，反对传统的“重本抑末”即只重农业、轻视工商的政策。他强调“道”存在于事物本身之中，“物之所在，道则在焉”。他提倡对事物作实际考察：“夫欲折衷天下之理，必尽考详天下之事物而后不谬”。
在《法度总论》中，他劝说皇帝应该以史为鉴，不应全凭惯例治理国家，亦不应刚愎自用。“出於一人之智虑不合於天下之心，则其谋愈谬，而政愈疏矣。”
其主张“必尽知天下之害，而后能尽知天下之利”，全祖望《宋元學案‧水心學案上》曰：「水心較止齋又稍晚出，其學始同而終異。永嘉功利之說，至水心始一洗之。然水心天資高，放言砭古人多過情，其自曾子、子思而下皆不免，不僅如象山之詆伊川也。要亦有卓然不經人道者，未可以方隅之見棄之。乾、淳諸老既歿，學術之會，總為朱，陸二派，而水心齗齗其閒，遂稱鼎足。」有史学家认为他是南宋最后一位著名哲学家。

## 延伸阅读
[在维基数据编辑]
 《宋史/卷434》，出自脱脱《宋史》
 在维基共享资源阅览影像